# Escorpião (astrologia)

Símbolo de Escorpião

Escorpião (♏) é o oitavo signo astrológico do Zodíaco, originário da constelação de Scorpius. Ele mede 210 ° –240 ° de longitude eclíptica. Sob o zodíaco tropical (mais usado na astrologia ocidental), o Sol transita em média entre 23 de outubro e 22 de novembro. Sob o zodíaco sideral (mais comumente usado na astrologia hindu), o Sol está em Escorpião de aproximadamente 16 de novembro a 15 de dezembro. Dependendo do sistema zodíaco usado, um indivíduo nascido sob a influência deste signo pode ser chamado de "escorpião" ou "escorpiano".

## Associações
Escorpião é um dos três signos de água, junto de Câncer e Peixes. É um signo fixo e negativo. Nos tempos antigos, Escorpião era associado ao planeta Marte. Depois que Plutão foi descoberto em 1930, tornou-se associado a Escorpião. Escorpião está associado a três animais diferentes: o escorpião, a cobra e a águia (ou fênix). A cobra e a águia estão relacionadas às constelações próximas de Ophiuchus e Aquila. Escorpião também está associado à divindade grega Ártemis, que dizem ter criado a constelação de Scorpius.  De acordo com a Bíblia da Astrologia, as cores de Escorpião são vermelho escuro, marrom e preto.

## Características
- Pontos positivos: profundidade, intensidade, sexo, sensualidade, sedução, transformação, determinação, paixão.
- Pontos negativos: agressividade, vingança, rancor, mistério, autoritarismo, possessividade, ciúme excessivo, desconfiança, melindre.[8][9][10][11][12][13][14]
- Personalidades: Paulo Calçade, Reynaldo Gianecchini, Sanna Marin, William Bonner, André Gonçalves, Tim Lopes, Marieta Severo, Bruna Surfistinha, Diego Maradona, Lázaro Ramos, Leila Lopes (atriz), Kid Bengala.

## Obras citadas
- Allen, Richard Hinckley (1899). Star-names and Their Meanings. [S.l.]: G.E. Stechert
- Astronomical Applications Department (2011). Multiyear Computer Interactive Almanac. 2.2.2. Washington DC: Observatório Naval dos Estados Unidos Longitude of Sun, apparent geocentric ecliptic of date, interpolated to find time of crossing 0°, 30°....
- Aubin, Ada; Rifkin, June (1998). The Complete Book of Astrology. New York: St. Martin's Griffin. ISBN 0312180705
- Hall, Judy (2005). The Astrology Bible: The Definitive Guide to the Zodiac. New York: Sterling. ISBN 1402727593
- Lewis, James R. (2003). The Astrology Book: The Encyclopedia of Heavenly Influences 2nd ed. Detroit: Visible Ink Press. ISBN 1578591449
- Oxford Dictionaries. N.d. Consultado em 18 de janeiro de 2020
- Sharma, Sanjay (2016). «Scorpio Horoscope Vrischika Rashi – All About Scorpio Astrology». Astrology-Prophets.com (em inglês). Consultado em 18 de janeiro de 2020